# Nematopsis brasiliensis
Nematopsis brasiliensis is een soort in de taxonomische indeling van de Myzozoa, een stam van microscopische parasitaire dieren. Het organisme komt uit het geslacht Nematopsis en behoort tot de familie Porosporidae. Nematopsis brasiliensis werd in 1975 ontdekt door Feigenbaum.